# Diocesi di Forontoniana
La diocesi di Forontoniana (in latino Dioecesis Forontonianensis) è una sede soppressa e sede titolare della Chiesa cattolica.

## Storia
Forontoniana, forse identificabile con Henchir-Bir-El-Menadla nell'odierna Tunisia, è un'antica sede episcopale della provincia romana di Bizacena.
Unico vescovo conosciuto di questa diocesi africana è Felice, il cui nome figura al 68º posto nella lista dei vescovi della Bizacena convocati a Cartagine dal re vandalo Unerico nel 484; Felice, come tutti gli altri vescovi cattolici africani, fu condannato all'esilio.
Dal 1933 Forontoniana è annoverata tra le sedi vescovili titolari della Chiesa cattolica; dal 28 luglio 2018 l'arcivescovo, titolo personale, titolare è Dagoberto Campos Salas, nunzio apostolico a Panama.

## Cronotassi

### Vescovi
- Felice † (menzionato nel 484)

### Vescovi titolari
- Luigi Poggi † (3 aprile 1965 - 26 novembre 1994 nominato cardinale diacono di Santa Maria in Domnica)
- Pierfranco Pastore † (3 dicembre 1994 - 30 agosto 2015 deceduto)
- Dagoberto Campos Salas, dal 28 luglio 2018